# 红头发的阿里比
《红头发的阿里比》（英語：The Red-Haired Alibi）是一部由 Tower Productions 制作的前法典好萊塢长篇电影。这部电影由西格蒙德·纽菲尔德制作。
電影于1932年10月15日上映，由克里斯蒂·卡巴内 执导。是一部由根据威尔逊·科里森的同名小说改编的電影，也是第一部以童星秀蘭·鄧波爾为主角的长片电影。 

## 劇情
一名年轻女子在曼哈顿跟着一个愉快而迷人的男人工作，但随着时间的推移才發現原來他是一个黑帮。在他的罪行升级为谋杀后，警方敦促她离开他以保护自己。她在怀特普莱恩斯建立了新的生活，并嫁给了一个有一名四岁的女儿（秀蘭.鄧波爾饰）的男人；然而，一天晚上，当她在纽约中央车站送丈夫时，她的前雇主发现了她，並威胁她除非给他一大笔钱让他离开这个国家，就透露她的过去。
第二天晚上，按照他们的安排，她在一家餐馆遇到了她因為她拒绝付钱并向他开枪的前雇主。一名无意中听到了他们部分谈话的服务员与警察分享了这一信息，警察到她位于怀特普莱恩斯的家中探望了她。她坦白并交出了她的枪，此时警察才意识到她是无辜的，因为杀死歹徒的武器口径不同。

## 演員
- 梅尔娜·肯尼迪 饰 Lynn Monith
- 西奥多·冯·埃尔茨 饰 Trent Travers
- 格兰特·威瑟斯 饰 Bob Shelton
- 珀内尔·普拉特 饰 Police Inspector Regan
- 亨特利·戈登 飾 Police Captain Kent
- 弗雷德·凯尔西 饰 Detective Corcoran
- 阿瑟·霍伊特 饰 Henri
- 保罗·波卡西 饰 Margoli
- 约翰·沃斯伯格 饰 Morgan
- 秀蘭.鄧波爾饰 Gloria Shelton

## 外部鏈結
- 互联网电影数据库（IMDb）上《The Red-Haired Alibi》的资料（英文）